# I Was Gonna Cancel
Singles de Kylie Minogue
Into the Blue
(2014) Crystallize
(2014)
Clip vidéo
[vidéo] « I Was Gonna Cancel », sur YouTube
I Was Gonna Cancel est une chanson de l'auteure-compositrice-interprète et actrice australienne Kylie Minogue extraite de son douzième album studio, intitulé Kiss Me Once et sorti au Royaume-Uni le 17 mars 2014.
Au Royaume-Uni, la chanson a été éditée en single le 12 mai 2014, huit semaines après la sortie de l'album. C'était le deuxième et dernier single tiré de cet album.
Le single a atteint la 59e place du hit-parade britannique (pour la semaine du 18 au 24 mai 2014).

## Genèse
À la suite de la sortie de The Abbey Road Sessions (2012), Kylie se sépare de son manager, Terry Blamey et signe un contrat avec le rappeur Jay-Z du label qu'il a fondé Roc Nation,,. À la suite de ce nouvel accord, Kylie continue de travailler sur son douzième album studio tout au long de l'année 2013, travaillant notamment avec l'auteur-compositeur-interprète Sia Furler. Dans une interview du Billboard, a exprimé qu'elle avait eu une révélation lors de sa campagne "Kylie 25" en 2012, déclarant: "Je sentais que j'avais besoin d'un nouveau paysage, et une fois que vous avez les pieds sur terre, vous êtes impatient d'y aller. [...] Jusqu'à présent, le soutien a été formidable..."

## Conception

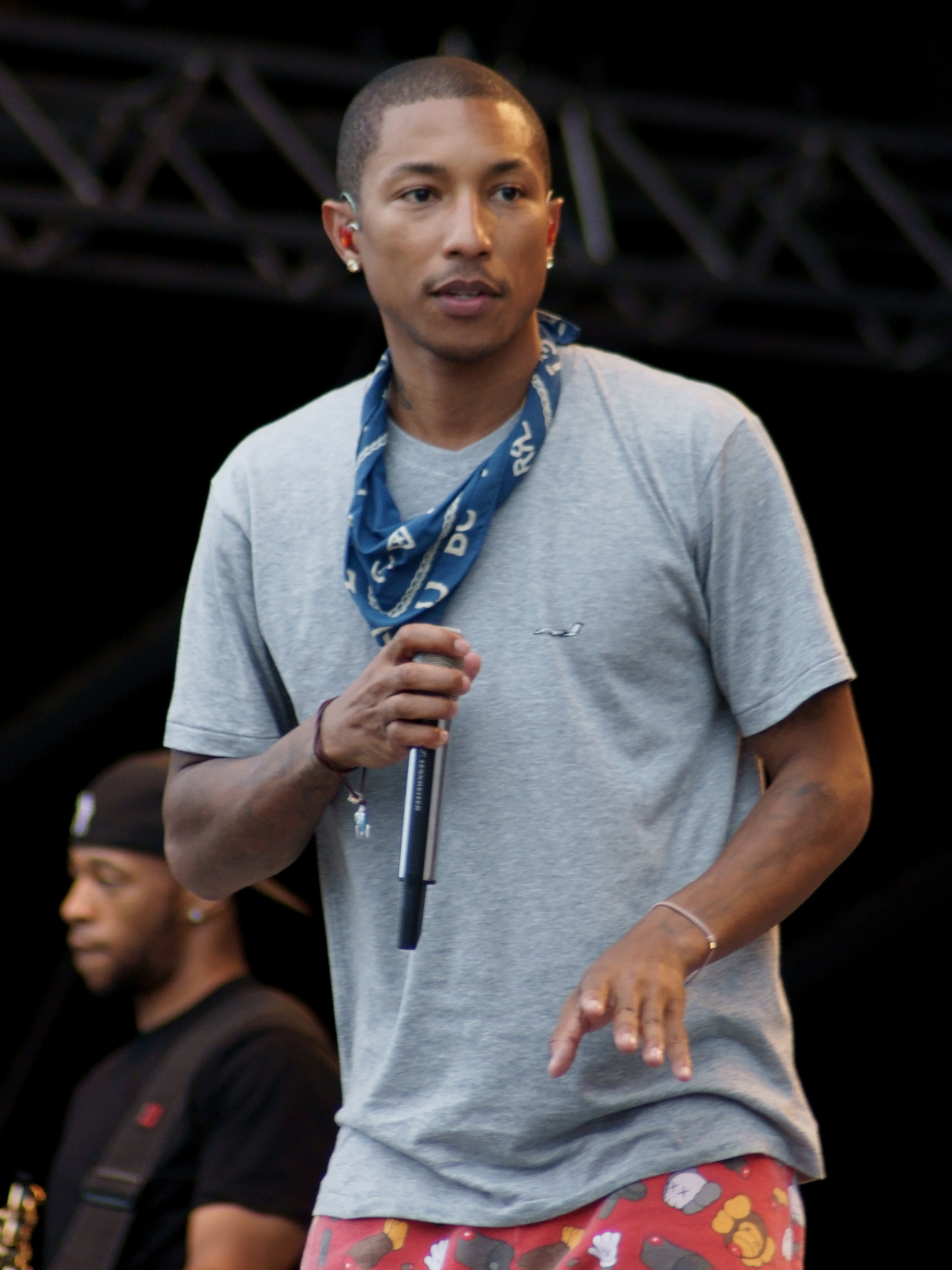
American singer and producer Pharrell Williams wrote and produced the song

Durant l'enregistrement de Kiss Me Once, Roc Nation contacte Pharrell Williams pour une co-production avec Kylie. La rencontre se fait à Los Angeles, en Californie. Kylie révèlera plus tard qu'elle avait deux jours pour produire seulement 2 chansons avec Williams, "I Was Gonna Cancel" et "The Winners". Dans son interview avec Standard.co.uk, elle déclare;
« C'était un rêve devenant réalité parce que je voulais travailler avec lui depuis si longtemps. J'ai eu deux jours et fait deux chansons, dont l'une est sur mon album et s'appelle I Was Gonna Cancel - Parce que j'ai eu la pire des journées. Le second jour j'y suis allé en me disant à moi-même 'tiens le coup, c'est un jour très important, c'est Pharrell.' et j'ai fondu en larmes dès que je suis arrivé. Voilà pourquoi il a écrit 'je vais annuler' car je n'avais pas envie d'y aller, mais je devais le faire »

## Composition
Musicalement, « I Was Gonna Cancel » trouve son inspiration dans le funk et le disco. Tim Sendra dit que la chanson "sonne comme une poursuite de son travail avec Daft Punk sur "Get Lucky". Au contraire Ryan Lathan déclare pour sa part que "le clavier électrique Stevie-Wonderesque est squelettique, trop de voix de fond pseudo-opératues et transformées, en fait il y a peu de choses dans ce breuvage R & B-Electro, pour que ça vaut le coup de se retourner ou de se donner la peine de revenir. Il aurait dû être relégué à une face-B et remplacé par le titre le bien supérieur 'Skirt'." Ben Cardew de NME avait également comparé la chanson au single Get Lucky de Daft Punk, le qualifiant de « disco-ish »." Andy Gill a déclaré" I Was Gonna Cancel "comme un" syllabub typiquement léger et mousseux pop dans le style de signature de Pharrell[;]  Il saupoudre des carillons sur des bustes synthés staccato qui rappellent The Commodores."

## Formats and track listings
| - UK Promo CD 1. "I Was Gonna Cancel" − 3:32 2. "I Was Gonna Cancel" (instrumental) − 3:32 - UK Limited Edition CD 1. "I Was Gonna Cancel" − 3:32 2. "I Was Gonna Cancel" (The Presets Remix) − 5:43 - UK Limited Edition 7 Picture Disc 1. a. "I Was Gonna Cancel" − 3:32 - Australian Limited Edition 7 Picture Disc 1. a. "I Was Gonna Cancel" − 3:32 - Australian Limited Edition 7 Black vinyl 1. a. "I Was Gonna Cancel" − 3:32 2. b. "Into the Blue" (Patrick Hagenaar Colour Code Radio Edit) − 3:32 | - Australian Limited Edition 7 Purple vinyl 1. a. "I Was Gonna Cancel" − 3:32 2. b. "Into the Blue" (Patrick Hagenaar Colour Code Radio Edit) − 3:32 - Australian iTunes download 1. "I Was Gonna Cancel" − 3:32 - EP, Maxi-Single, Warner Music Unofficial Release, Special China Edition 1. "I Was Gonna Cancel" (Jad Desenchanntee Vs Dave Aude Radio Remix) − 3:09 2. "I Was Gonna Cancel" (KDA Remix) − 7:05 3. "I Was Gonna Cancel" (Maze & Masters Remix) - 6:01 4. "I Was Gonna Cancel" (Moto Blanco Club Mix) - 6:25 5. "I Was Gonna Cancel" (The Presets Remix) - 5:43 6. "I Was Gonna Cancel" (Moto Blanco Radio Edit) - 3:22 7. "I Was Gonna Cancel" (Rene Amesz Remix) - 5:30 8. "I Was Gonna Cancel" (StopMe Save The Date Mix) - 6:12 - Digital Remixes EP 1. "I Was Gonna Cancel" (The Presets Remix) − 5:43 2. "I Was Gonna Cancel" (Maze & Masters Remix) − 6:01 3. "I Was Gonna Cancel" (Moto Blanco Radio Remix) − 3:22 4. "I Was Gonna Cancel" (KDA Remix) − 7:05 |